# آلبرتو آلاری
آلبرتو آلاری (انگلیسی: Alberto Alari؛ زادهٔ ۲۱ سپتامبر ۱۹۹۹) بازیکن فوتبال است.
وی همچنین در تیم‌های ملی فوتبال زیر ۱۸ سال ایتالیا، زیر ۱۹ سال ایتالیا، و زیر ۲۰ سال ایتالیا بازی کرده‌است.